# Aakenustunturi
Aakenustunturi es una colina en Laponia en el norte de Finlandia. Tiene una altitud de 570 metros y está situada cerca del monte Ylläs y el complejo de Kittilä.
El 24 de febrero de 1943, un Junkers Ju 52 de la Luftwaffe fue derribado y se estrelló en el lugar.
La colina es considerada como un oasis salvaje entre las colinas del norte y es un destino popular para los excursionistas. En diciembre de 2004, el espacio, fue incorporado al Parque nacional de Pallas-Yllästunturi. 